# Obština Kazanlăk
Obština Kazanlăk (bulharsky Община Казанлък) je bulharská jednotka územní samosprávy ve Starozagorské oblasti. Leží ve středním Bulharsku převážně v Kazanlăcké kotlině, jedné ze Zabalkánských kotlin, a také na protilehlých svazích Staré planiny a Sredné gory. Sídlem obštiny je město Kazanlăk, kromě něj zahrnuje obština 2 města a 17 vesnic. Žije zde přes 70 tisíc stálých obyvatel.

## Sídla
| - Buzovgrad - Čerganovo - Dolno Izvorovo - Dunavci - Enina - Goljamo Drjanovo - Gorno Čerkovište | - Gorno Izvorovo - Chadžidimitrovo - Jasenovo - Kazanlăk (sídlo správy) - Kănčevo - Koprinka - Krăn | - Ovoštnik - Răžena - Rozovo - Srednogorovo - Šejnovo - Šipka |

## Sousední obštiny
| Růžice kompasu | Gabrovo         |                  | Trjavna      | Růžice kompasu |
| Růžice kompasu | Pavel Baňa      | Sever            | Măgliž       | Růžice kompasu |
| Růžice kompasu | Pavel Baňa      | Obština Kazanlăk | Măgliž       | Růžice kompasu |
| Růžice kompasu | Pavel Baňa      | Jih              | Măgliž       | Růžice kompasu |
| Růžice kompasu | Braťa Daskalovi |                  | Stara Zagora | Růžice kompasu |

## Obyvatelstvo
V obštině žije 70 160 stálých obyvatel a včetně přechodně hlášených obyvatel 83 968. Podle sčítáni 1. února 2011 bylo národnostní složení následující:
- Bulhaři: 57 822 (85.3 %)
- Turci: 4 962 (7.3 %)
- Romové: 3 738 (5.5 %)
- ostatní: 1 242 (1.8 %)